# Lijst van gemeentelijke monumenten in Maastricht, Boschstraatkwartier
De buurt Boschstraatkwartier in de wijk Maastricht-Centrum in Maastricht heeft 56 panden/objecten die als gemeentelijke monumenten zijn beschreven in 54 regels (monumentnummers).
| Object                                                                                        | Bouwjaar                                      | Architect                     | Locatie                                             | Coördinaten                   | Nr.                   | Afbeelding                                                                                    |
| --------------------------------------------------------------------------------------------- | --------------------------------------------- | ----------------------------- | --------------------------------------------------- | ----------------------------- | --------------------- | --------------------------------------------------------------------------------------------- |
| Voormalige kistenmakerij en zagerij De Sphinx                                                 | 1911                                          |                               | Bassin links naast 88                               | 50° 51' 24" NB, 5° 41' 28" OL | 0935/250              | Voormalige kistenmakerij en zagerij De Sphinx                                                 |
| Voormalige ketelhuizen De Sphinx                                                              | 1890-1915                                     |                               | Bassin, onderdeel van 88                            | 50° 51' 25" NB, 5° 41' 29" OL | 0935/251              | Voormalige ketelhuizen De Sphinx                                                              |
| Kademuren met werfkelders                                                                     | 1826                                          |                               | Bassin, voor 130 t/m 186 en Bassinkade 1 t/m 13     | 50° 51' 19" NB, 5° 41' 27" OL | 0935/1094             | Kademuren met werfkelders                                                                     |
| Woonhuis in eclectische stijl                                                                 | circa 1900                                    |                               | Bassin 148a t/m 150c                                | 50° 51' 19" NB, 5° 41' 29" OL | 0935/1090             | Woonhuis in eclectische stijl                                                                 |
| Wooncomplex in traditionele stijl                                                             | circa 1850                                    |                               | Bassin 152a t/ 166d                                 | 50° 51' 19" NB, 5° 41' 30" OL | 0935/1091             | Wooncomplex in traditionele stijl                                                             |
| Voormalig veempand                                                                            | circa 1900                                    |                               | Bassin 168a t/m 170d                                | 50° 51' 19" NB, 5° 41' 31" OL | 0935/1092             | Voormalig veempand                                                                            |
| Woonhuis                                                                                      | circa 1910                                    |                               | Bassin 176                                          | 50° 51' 19" NB, 5° 41' 31" OL | 0935/1093             | Woonhuis                                                                                      |
| Douanekantoortje                                                                              |                                               |                               | Bassinkade 24                                       | 50° 51' 21" NB, 5° 41' 27" OL | 0935/1095             | Douanekantoortje                                                                              |
| Voormalig graanpakhuis Landbouwbelang                                                         | 1939                                          |                               | Biesenwal 3                                         | 50° 51' 20" NB, 5° 41' 41" OL | 0935/1117             | Meer afbeeldingen                                                                             |
| Voormalige papiermolengebouw PM-6, nu energiecentrale KNP                                     | 1962                                          |                               | Biesenweg 16                                        | 50° 51' 29" NB, 5° 41' 43" OL | 0935/1118             | Voormalige papiermolengebouw PM-6, nu energiecentrale KNP                                     |
| Kollergang voor papierpulpbereiding (KNP)                                                     | 19e eeuw                                      |                               | Biesenweg 16                                        | 50° 51' 24" NB, 5° 41' 36" OL | 0935/1119             | Upload foto                                                                                   |
| Restant courtinemuur van Biesenbastion                                                        | vanaf 1578 (herbouwd 1828)                    |                               | Biessenweg bij 16                                   | 50° 51' 23" NB, 5° 41' 41" OL | 0935/1120             | Restant courtinemuur van Biesenbastion                                                        |
| Restant Schonenvaardersbolwerk                                                                | begin 16e eeuw                                |                               | Biessenweg bij 16 (ondergronds)                     | 50° 51' 26" NB, 5° 41' 44" OL | 0935/1121             | Upload foto                                                                                   |
| Bronzen beeld van H. Antonius in een fonteinbak                                               | 1951                                          | Jean Huysmans en Charles Eyck | Boschstraat, voor de Sint-Mathiaskerk               | 50° 51' 10" NB, 5° 41' 25" OL | 0935/1149             | Meer afbeeldingen                                                                             |
| Voormalige remise Maastrichtsche Omnibus-Maatschappij                                         | 1888                                          |                               | Boschstraat 5                                       | 50° 51' 27" NB, 5° 41' 25" OL | 0935/249              | Meer afbeeldingen                                                                             |
| Bronzen beeld van Petrus Regout                                                               | 1965                                          | Wim van Hoorn                 | voor Boschstraat 24                                 | 50° 51' 18" NB, 5° 41' 24" OL | 0935/1150             | Meer afbeeldingen                                                                             |
| Woonhuis met lijstgevel en hardstenen onderpui                                                |                                               |                               | Boschstraat 37a-b                                   | 50° 51' 18" NB, 5° 41' 25" OL | 0935/1134             | Woonhuis met lijstgevel en hardstenen onderpui                                                |
| Woon-winkelpand in eclectische stijl                                                          | 1897                                          |                               | Boschstraat 39                                      | 50° 51' 18" NB, 5° 41' 25" OL | 0935/1135             | Woon-winkelpand in eclectische stijl                                                          |
| Winkel-woonhuis met lijstgevel                                                                | 1926                                          |                               | Boschstraat 41 en 41b                               | 50° 51' 17" NB, 5° 41' 25" OL | 0935/1136             | Winkel-woonhuis met lijstgevel                                                                |
| Transformatorhuisje                                                                           | 2e kwart van 20e eeuw                         |                               | Boschstraat tegenover 42a                           | 50° 51' 16" NB, 5° 41' 23" OL | 0935/1151             | Transformatorhuisje                                                                           |
| Voormalige kapel van de Zusters van het Arme Kind Jezus                                       |                                               |                               | achter Boschstraat 69                               | 50° 51' 13" NB, 5° 41' 26" OL | 0935/1142             | Meer afbeeldingen                                                                             |
| Winkel-woonhuis met decoratieve gepleisterde gevel                                            | circa 1900                                    |                               | Boschstraat 75a-d                                   | 50° 51' 13" NB, 5° 41' 25" OL | 0935/1143             | Winkel-woonhuis met decoratieve gepleisterde gevel                                            |
| Winkel-woonhuis met lijstgevel                                                                | 1893                                          |                               | Boschstraat 77, 77bc                                | 50° 51' 13" NB, 5° 41' 25" OL | 0935/1144             | Winkel-woonhuis met lijstgevel                                                                |
| Winkel-woonhuis met lijstgevel                                                                | 1910                                          | A. Dousen                     | Boschstraat 81 abcd                                 | 50° 51' 12" NB, 5° 41' 25" OL | 0935/1145             | Winkel-woonhuis met lijstgevel                                                                |
| Twee achterhuizen                                                                             | voor 1823                                     |                               | achter Boschstraat 93-95                            | 50° 51' 11" NB, 5° 41' 26" OL | 0935/1147             | Upload foto                                                                                   |
| Achterhuis                                                                                    | late 19e eeuw                                 |                               | achter Boschstraat 103                              | 50° 51' 9" NB, 5° 41' 27" OL  | 0935/1132             | Upload foto                                                                                   |
| Achterhuis brouwerij Marres                                                                   | 19e eeuw                                      |                               | achter Boschstraat 105                              | 50° 51' 9" NB, 5° 41' 27" OL  | 0935/1133             | Upload foto                                                                                   |
| Brug over Zuid-Willemsvaart                                                                   |                                               |                               | Fransensingel                                       | 50° 51' 28" NB, 5° 41' 30" OL | 0935/1316 [dode link] | Brug over Zuid-Willemsvaart                                                                   |
| Woonhuis met voorgevel in neorenaissance-stijl                                                | 1905                                          |                               | Gubbelstraat 36                                     | 50° 51' 8" NB, 5° 41' 32" OL  | 0935/1372             | Upload foto                                                                                   |
| Herenhuis met lijstgevel                                                                      | 1898 (verbouwing in neoclassicistische stijl) |                               | Kleine Gracht 4                                     | 50° 51' 10" NB, 5° 41' 36" OL | 0935/1593             | Herenhuis met lijstgevel                                                                      |
| Herenhuis met lijstgevel                                                                      | 1856 (verbouwing in eclectische stijl         |                               | Kleine Gracht 6a-m                                  | 50° 51' 10" NB, 5° 41' 35" OL | 0935/1597             | Herenhuis met lijstgevel                                                                      |
| Woonhuis in traditionele bouwstijl                                                            | 19e eeuw                                      |                               | Kleine Gracht 7                                     | 50° 51' 9" NB, 5° 41' 34" OL  | 0935/1598             | Woonhuis in traditionele bouwstijl                                                            |
| Woonhuis in eclectische stijl                                                                 | 1900                                          |                               | Kleine Gracht 8abc                                  | 50° 51' 11" NB, 5° 41' 35" OL | 0935/1600             | Woonhuis in eclectische stijl                                                                 |
| Woonhuis met lijstgevel                                                                       | circa 1800                                    |                               | Kleine Gracht 9-9a                                  | 50° 51' 9" NB, 5° 41' 34" OL  | 0935/1602             | Woonhuis met lijstgevel                                                                       |
| Woonhuis met lijstgevel met poortdoorgang                                                     | 18e eeuw (lijstgevel)                         |                               | Kleine Gracht 11                                    | 50° 51' 9" NB, 5° 41' 34" OL  | 0935/1574             | Woonhuis met lijstgevel met poortdoorgang                                                     |
| Winkel-woonhuis met lijstgevel                                                                | 1871 (voorgevel), circa 1927 (onderpui)       |                               | Kleine Gracht 19-19a                                | 50° 51' 9" NB, 5° 41' 32" OL  | 0935/1579             | Winkel-woonhuis met lijstgevel                                                                |
| Woonhuis met eclectische lijstgevel                                                           | 1894                                          |                               | Kleine Gracht 25                                    | 50° 51' 9" NB, 5° 41' 32" OL  | 0935/1582             | Woonhuis met eclectische lijstgevel                                                           |
| Winkel-woonhuis met lijstgevel                                                                | 1928                                          |                               | Kleine Gracht 34                                    | 50° 51' 9" NB, 5° 41' 30" OL  | 0935/1589             | Winkel-woonhuis met lijstgevel                                                                |
| Sluishuisje                                                                                   |                                               |                               | Maasmolendijk                                       | 50° 51' 22" NB, 5° 41' 40" OL | 0935/3613 [dode link] | Sluishuisje                                                                                   |
| Voormalige affuitloods                                                                        | circa 1825                                    |                               | Biesenweg 16                                        | 50° 51' 23" NB, 5° 41' 34" OL | 0935/1679             | Voormalige affuitloods                                                                        |
| Bruggenwachterswoning bij sluis 20                                                            |                                               |                               | Maasmolendijk 22                                    | 50° 51' 20" NB, 5° 41' 38" OL | 0935/1680             | Meer afbeeldingen                                                                             |
| Sluiswachterswoning bij sluis 20                                                              |                                               |                               | Maasmolendijk 24                                    | 50° 51' 19" NB, 5° 41' 38" OL | 0935/1681             | Meer afbeeldingen                                                                             |
| Pastorie                                                                                      | 1842                                          |                               | Maastrichter Pastoorstraat 10                       | 50° 51' 10" NB, 5° 41' 28" OL | 0935/1702             | Pastorie                                                                                      |
| Gedenksteen; gevelsteen Penitentklooster                                                      | 1611 (mogelijk)                               |                               | Maastrichter Pastoorstraat 10                       | 50° 51' 10" NB, 5° 41' 29" OL | 0935/1704             | Upload foto                                                                                   |
| Ommuring voormalig kerkhof Sint Matthiaskerk met kapelletje gewijd aan St. Antonius van Padua |                                               |                               | Maastrichter Pastoorstraat bij 10                   | 50° 51' 11" NB, 5° 41' 29" OL | 0935/1703             | Ommuring voormalig kerkhof Sint Matthiaskerk met kapelletje gewijd aan St. Antonius van Padua |
| Dubbelpand; twee tussenwoningen                                                               |                                               |                               | Maastrichter Pastoorstraat 12 en 12ab               | 50° 51' 9" NB, 5° 41' 28" OL  | 0935/1705             | Dubbelpand; twee tussenwoningen                                                               |
| Achterhuis                                                                                    | 18e eeuw                                      |                               | achter Markt 36 en 36a                              | 50° 51' 8" NB, 5° 41' 28" OL  | 0935/1719             | Upload foto                                                                                   |
| Hotel                                                                                         | circa 1935                                    |                               | Markt 37                                            | 50° 51' 7" NB, 5° 41' 29" OL  | 0935/1720             | Hotel                                                                                         |
| Restanten van de 1e middeleeuwse stadsommuring                                                | middeleeuwen                                  |                               | Markt 37-40, Gubbelstraat 36-40, Kleine Gracht 1-43 | 5° 41' 32" NB, 50° 51' 8" OL  | 0935/1721             | Upload foto                                                                                   |
| Dubbel woonhuis met lijstgevel                                                                | late 19e eeuw (gevel)                         |                               | Sint Teunisstraat 3 t/m 3D-2                        | 50° 51' 16" NB, 5° 41' 37" OL | 0935/1947             | Dubbel woonhuis met lijstgevel                                                                |
| Woonhuis met lijstgevel                                                                       | late 19e eeuw (gevel)                         |                               | Sint Teunisstraat 5                                 | 50° 51' 16" NB, 5° 41' 36" OL | 0935/1949             | Woonhuis met lijstgevel                                                                       |
| Woonhuis met lijstgevel                                                                       | late 19e eeuw (gevel)                         |                               | Sint Teunisstraat 7abcd                             | 50° 51' 17" NB, 5° 41' 36" OL | 0935/1950             | Woonhuis met lijstgevel                                                                       |
| Portiekflat                                                                                   | 1956                                          | J. Ramaekers                  | Sint Teunisstraat 35a t/m 47c en 49ab               | 50° 51' 17" NB, 5° 41' 28" OL | 0935/1948             | Portiekflat                                                                                   |
| Woonhuis                                                                                      | 20e eeuw (voorgevel)                          |                               | Van Hasseltkade 21a                                 | 50° 51' 9" NB, 5° 41' 37" OL  | 0935/2148             | Woonhuis                                                                                      |